# Marianna (Flórida)
Marianna é uma cidade localizada no estado americano da Flórida, no condado de Jackson, do qual é sede. Foi incorporada em 1911.

## Geografia
De acordo com o United States Census Bureau, a cidade tem uma área de 34,1 km², onde 34 km² estão cobertos por terra e 0,1 km² por água.

### Localidades na vizinhança
O diagrama seguinte representa as localidades num raio de 24 km ao redor de Marianna.

## Demografia
Segundo o censo nacional de 2010, a sua população é de 6 102 habitantes e sua densidade populacional é de 179,6 hab/km². É a localidade mais populosa e a que, em 10 anos, teve o maior crescimento populacional do condado de Jackson. Possui 3 038 residências, que resulta em uma densidade de 89,4 residências/km².